# Daniel Tosh
Daniel Dwight Tosh (Boppard, 1975. május 29. –) amerikai humorista, műsorvezető, szinkronszínész, író, producer. Karrierje 2001-ben indult be a The Late Show with David Letterman-ben való fellépése után, majd két évvel később megkapta saját külön epizódját a Comedy Central Presents sorozatban. 2009-től 2020-ig a Tosh.0 című műsor házigazdája volt.
Ismertnek számít fekete humoráról és stand-up comedy turnék és műsorok sztárjaként.

## Élete
Boppardban született amerikai szülők gyermekeként. A floridai Titusville-ben nőtt fel. Miután 1993-ban az Astronaut High School tanulójaként érettségizett, a Közép-Floridai Egyetem tanulója lett, ahol 1996-ban diplomázott marketingből.
Először telemarketinges ügynök volt. Los Angelesbe költözött, komikusi karrierjét floridai nevelésének tulajdonította.
A középiskola elvégzése után elkezdett fellépni. Az 1998-as Just for Laughs fesztivál egyik "új arca" volt. Fellépését 2000-ben a televízió is leadta.
2001-ben fellépett a Late Show with David Letterman-ben, mely után olyan műsorokban lépett fel, mint a The Tonight Show with Jay Leno, a Jimmy Kimmel Live! és a Premium Blend. Floridában vezetett egy helyi késő esti komédiás műsort, Tens címmel. A Taco Bell reklámjainak bemondója is volt.
2013-ban a Forbes magazin 11 millió dollárra becsülte Tosh vagyonát.
Egy testvére van és két nővére. Társaságban ideges, és nem szeret a nagyközönségnek beszélni. 2016. április 15.-én feleségül vette Carly Hallam írónőt.